# Абд аль-Хафиз
Амир аль-муминин Мулай Абд аль-Хафи́з ибн аль-Ха́сан аль-Алауи́ (араб. عبد الحفيظ بن الحسن العلوي‎; 1875 — 4 апреля 1937) — султан Марокко (Королевство Фес) в 1908—1912 годах из династии Алауитов.

## Биография
Абд аль-Хафиз ибн аль-Хасан родился в Фесе в 1875 году. Его отец, султан Марокко Хасан I умер в 1894 году. Наследником стал младший брат Абд аль-Хафиза — Абд аль-Азиз. В 1901 году султан назначил старшего брата губернатором Марракеша.
В 1907 году Абд аль-Хафиз, объединившись с берберским племенем глауи и арабским племенем рехамна, выступил против султана Абд аль-Азиза. 23 августа 1908 года султан был вынужден передать власть своему брату, бежал из страны и отошёл от политических дел.
В 1909 году под давлением французов новый султан был вынужден признать условия Альхесирасской конференции. В 1912 году подписал Фесский договор, предусматривавший превращение Марокко во французский протекторат. После этого Абд аль-Хафиз уступил власть родному брату Юсуфу.
Абд аль-Хафиз умер 4 апреля 1937 года в Анген-ле-Бене во Франции. Тело покойника было перевезено в Фес, где его похоронили в королевском некрополе у мечети Мулай Абдаллы.